# Mano de León
Mano de León är en ort i Mexiko.   Den ligger i kommunen Tantoyuca och delstaten Veracruz, i den sydöstra delen av landet, 220 km nordost om huvudstaden Mexico City. Mano de León ligger 120 meter över havet och antalet invånare är 168.
Terrängen runt Mano de León är platt, och sluttar västerut. Runt Mano de León är det ganska tätbefolkat, med 83 invånare per kvadratkilometer. Närmaste större samhälle är Tantoyuca, 15,3 km nordväst om Mano de León. Trakten runt Mano de León består till största delen av jordbruksmark.